# بالا سنغ
بالا سنغ هي قرية في مقاطعة كليبر، إيران. عدد سكان هذه القرية هو 34 في سنة 2006.